# Orthoperus gracilipes
Orthoperus gracilipes är en skalbaggsart som beskrevs av Matthews 1899. Orthoperus gracilipes ingår i släktet Orthoperus och familjen punktbaggar. Inga underarter finns listade i Catalogue of Life.